# 酒井忠親 (戦国武将)
酒井 忠親（さかい ただちか、寛正4年2月9日（1463年2月26日） - 天文5年4月8日（1536年4月28日）?）は、戦国時代 の三河松平氏の譜代家臣。父は酒井康忠。子に酒井忠次、忠善、娘（石川春重の妻）、娘（渡里久兵衛の妻）、娘（山岡半左衛門の妻）、恒城、娘（西郷清員の妻）がいる。通称小五郎、左衛門尉。
『寛政重修諸家譜』では天文11年（1542年）6月晦日（29日）に死去したとされる。法名は浄讃。大樹寺の回向院に葬られた。